# ボリビア料理

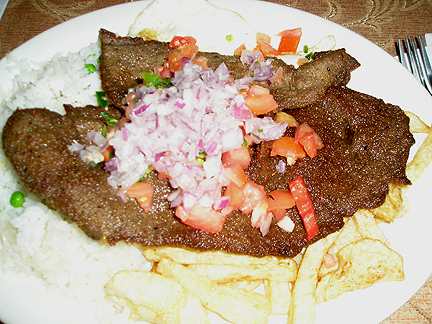
代表的なボリビア料理のひとつシルパンチョ・コチャバンビーノ。牛肉をパン粉に塗してフライにして季節の野菜や目玉焼きが添えられる。

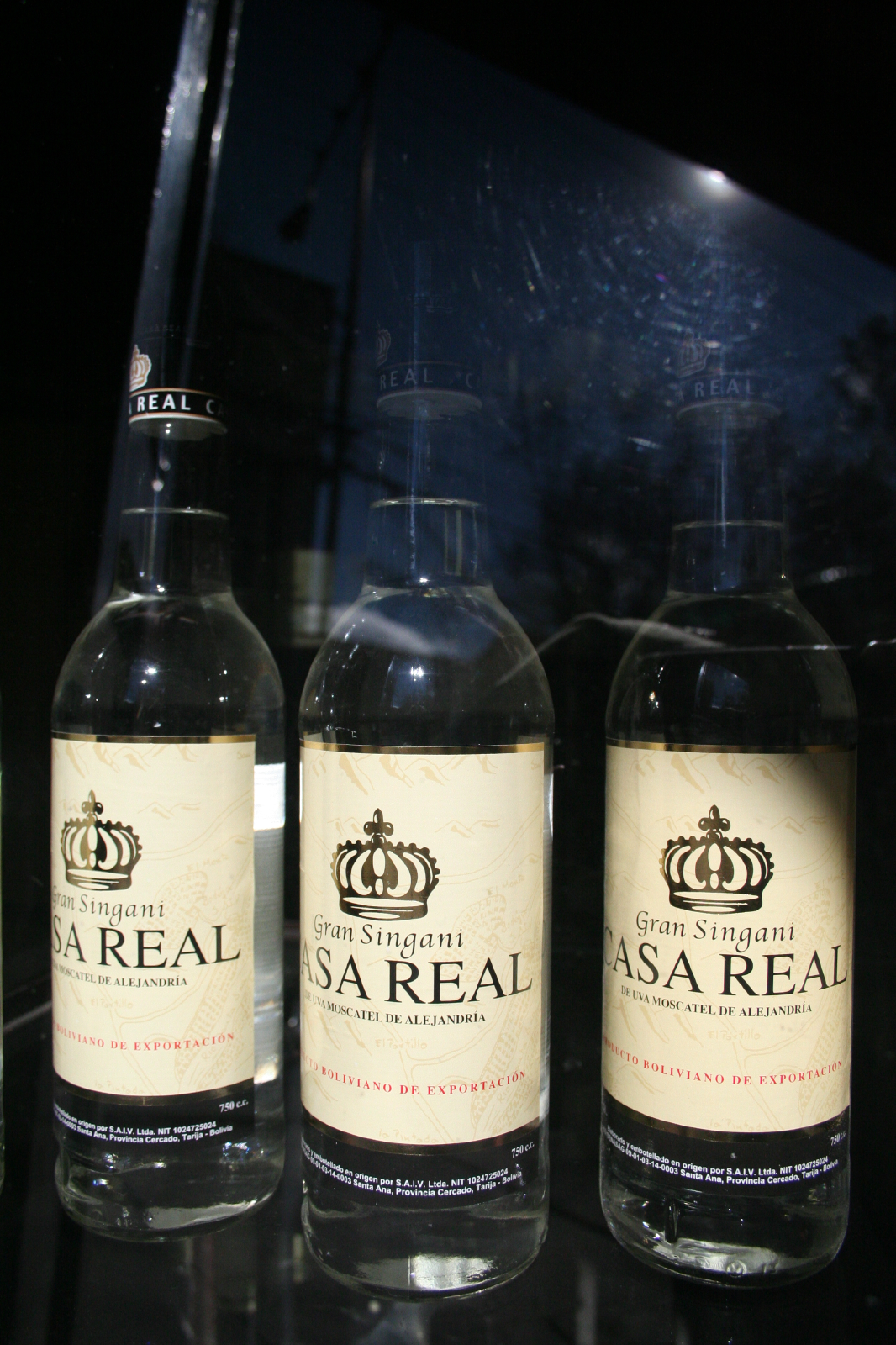
シンガニ

ボリビア料理（ボリビアりょうり）は、主として南アメリカ、ボリビアで食される一般的な料理。その食文化は地域ごとに大きく三つ（アンデス高地、ユンガス、オリエンテ）に分類され、それぞれの特色を兼ね備えている。

## 料理
- アンデス高地の料理

首都ラパスを中心に人口の半数以上が居住するアンデス高地の地域では、チキンやマトン、ビーフなどを用いた煮込み料理が知られる。代表的料理としてはぶつ切りにしたチキンを玉ねぎ、塩、黄色唐辛子と一緒に煮込んだシチュー（サフタ・デ・ポーヨ）や調味料・香辛料で味付けした子羊のオーブン焼き（コルデーロ・アル・オルノ）などがある。そのなかでも魚が使われている料理は少ない。
- ユンガスの料理

アンデス山脈の東側斜面に位置する高温多湿な気候のユンガス地方では、シンプルな料理が多い。ピカンテと呼ばれるチキンやビーフを玉ねぎ、トマト、パセリを加えた濃厚なソースで煮込むシチューや、牛肉をパン粉に塗してフライにしたシルパンチョ・コチャバンビーノなどが代表的な料理として知られる。
- オリエンテの料理

国土の62%を占める東部低地（オリエンテ）の地域では牛肉や豚肉に加え、川魚や家禽類をベースにした料理が多い。代表的なものとしては子豚のオーブン焼き（レチョン・アル・オルノ）がある。

## 飲み物
ボリビアの飲料としてはサトウキビから醸成したピスコ、ブドウから醸成したシンガニ、黄色と白トウモロコシを発酵させたチチャ、紫トウモロコシを水煮して作られる非アルコールのチチャ・モラダなどがある。また、これらを果汁や牛乳などで割ってコクテルとしても愛飲する。